# Коултер, Ричард (генерал)
Ричард Коултер (Richard Coulter) (1 октября 1827 — 14 октября 1908) — американский предприниматель, банкир
 и военный, полковник федеральной армии во время американской Гражданской войны. Часто принимал командование бригадой во время ранения вышестоящих офицеров.

## Ранние годы
Ричард Коултер родился в пенсильванском Гринсберге в семье Эли Коултера Младшего (1791—1830) и Ребекки Александер (1788—1854). Его отец был известным бизнесменом и держал паровую мельницу в Гринсберге. Он обучался в колледже Джефферсона и пенсильванском Вашингтоне, а в 1845 году стал работать в адвокатской конторе своего дяди, Ричарда Коултера (1788—1852).
Когда началась война с Мексикой Коултер записался добровольцем в роту Westmoreland Guards, которая стала ротой Е 2-го Пенсильванского пехотного полка (где служил подполковником Джон Гири). Коултер участвовал в Мексиканской кампании Скотта: от осады Веракруса до штурма Чапультепека и падения Мехико. В июне 1848 года полк вернулся в Пенсильванию, Култер вернулся к изучению права и в 1849 году был допущен к юридической практике. Его дядя стал верховным судьёй Пенсильвании, а Коултер принял его контору в Гринсберге. До начала гражданской войны он был юристом и служил в ополчении штата.

## Гражданская война
Когда началась Гражданская война, Коултер набрал роту и был выбран её капитаном. Рота стала частью 11-го Пенсильванского пехотного полка, а Коултер 26 апреля 1861 года получил звание подполковника. 20 июня полк был включен в бригаду Эберкромби, а 2 июля участвовал в сражении при Хукс-Ран.
27 ноября 1861 года полк был переформирован и записан на 3 года службы, а Коултер стал полковником. В апреле 1862 года полк вошёл в состав отряда генерала Уодсворта, а 12 мая вошёл в состав дивизии Эдварда Орда, в бригаду Хартсуффа. В августе полк участвовал в сражениях у Кедровой Горы, в перестрелках на реке Раппаханок и в сражении при Торуфэир-Гэп. В последнем бою полк Коултера потерял 57 человек убитыми и ранеными. Во время второго сражения при Булл-Ран командование бригадой Хартсуффа принял полковник Стайлс, а затем полковник Флетчер Вебстер. Когда бригада попала под удар корпуса Лонгстрита, Вебстер погиб, и командование перешло к Коултеру.
Когда началась Мэрилендская кампания, генерал Хартсуфф вернулся к командованию бригадой. Полк Коултера участвовал в сражении у Южной горы и в сражении при Энтитеме. При Энтитеме бригада Хартсуффа начала наступление, прикрытая слева бригадой Кристиана, а справа бригадой Дьюри. Перед тем, как войти в лес Иствуд, Хартсуфф выехал вперёд на рекогносцировку и в этот момент получил тяжёлое ранение и сдал командование полковнику Коултеру. Смена командования задержала наступление бригады, когда же Коултер сумел двинуть её вперёд, она попала под удар луизианской бригады Хайса.
После сражения командование бригадой принял генерал Нельсон Тейлор, а Коултер вернулся к командованию полком. Во время сражения при Фредериксберге дивизия Гиббона штурмовала правый фланг армии Конфедерации. В этом бою Коултер был тяжело ранен и сдал командование полком капитану Куну. Он вернулся в строй к началу сражения при Чанселорсвилле, где его полк числился в бригаде Леонарда в дивизии Робинсона.
1 июля 1863 года в первый день сражения при Геттисберге, I корпус встретился с корпусом Эмброуза Хилла. Первой вступила в бой дивизия Уодсворта, затем дивизия Даблдея. Дивизия Робинсона стояла в резерве, пока не возникла угроза правому флангу армии. Тогда Даблдей приказал Коултеру возглавить его 11-й пенсильванский и 97-й Нью-Йоркский полки и прикрыть правый фланг бригады Катлера. Коултер развернул оба полка на Дубовом хребте фронтом на запад. Генерал Бакстер  развернул правее остальные полки своей бригады.

## Семья
У Коултера было шесть детей:
- Ричард Коултер Младший (1870—1955), генерал, участник I Мировой войны.
- Ребекка Култер Барклай (1872—1937)
- Генри Уэлти Коултер (1873—1932),
- Александр Коултер (1875—1916)
- Уильям Александр Коултер (1878—1955)
- Маргарет Коултер (1883—1967)